# Saalach
Die Saalach, früher auch Spielbach oder Salzburgische Saale, ist ein 105,5 km langer linker Zufluss der Salzach in den österreichischen Ländern Tirol und Salzburg und im deutschen Freistaat Bayern.

## Geographie

### Verlauf
Die Saalach entspringt in Tirol in den Kitzbüheler Alpen. Sie entfließt dem Torsee unterhalb des 2178 m hohen Gamshag im Gemeindegebiet von Jochberg, knapp 1 km westlich der Grenze zum Land Salzburg. Von dort fließt sie anfangs in östlicher Richtung durch das Glemmtal zuerst durch Hinterglemm, dann durch Saalbach nach Maishofen.
Bei Maishofen knickt die Saalach 2 km nördlich des Zeller Sees nach Norden ab, bildet eine charakteristische Talwasserscheide, die das Zeller Becken von ihrem weiteren Talungsabschnitt, dem Saalfeldener Becken trennt. Von dort bis in das Alpenvorland wird ihr Tal Saalachtal genannt, wobei Oberes Saalachtal den Pinzgauer, Unteres Saalachtal den bayrischen Anteil meint. Im Saalachtal verläuft der vom Hundstein (Salzburger Schieferalpen) im Osten und von der Pinzgauer Straße (B 311) gesäumte Fluss nach Saalfelden, wo die von Westen kommende Leoganger Ache und die von Osten kommende Urslau einmünden.
Nach Saalfelden tritt die Saalach in ein enges Durchbruchstal, zwischen Berchtesgadener Alpen im Osten und Leoganger und Loferer Steinbergen und den südöstlichen Massiven der Chiemgauer Alpen im Westen, ein. Der tief eingeschnittene Durchbruch bildet teils ebene Talungen und Talkessel, teils enge Talpässe. Der Fluss passiert hier Weißbach bei Lofer und Sankt Martin bei Lofer, wird ab Lofer von der B 178 begleitet und verläuft nach Unken. Unterhalb dieser Ortschaft bzw. nur wenige hundert Meter unterhalb des Steinpasses übertritt das Fließgewässer bei Melleck, einem Ortsteil der bayerischen Gemeinde Schneizlreuth, die Grenze nach Deutschland.
Fortan bildet die Saalach auf knapp drei Kilometer Länge erstmals ein Stück der deutsch-österreichischen Grenze, damit die Grenze zum bayerischen Landkreis Berchtesgadener Land und danach entlang der B 21 die nordwestliche Grenze des Biosphärenreservats Berchtesgaden. Diese im Vergleich zur dem Verlauf der Salzach folgenden innerösterreichischen Verbindung zwischen Pinzgau und Flachgau wesentlich kürzere Strecke wird als Kleines Deutsches Eck bezeichnet. Dabei durchfließt sie Schneizlreuth, wo der Schwarzbach einmündet, und den recht langgestreckten aufgestauten Saalachsee. Mit dem Seewasser wird sowohl das Saalachkraftwerk als auch das 2005 direkt an der Staumauer angebaute Restwasserkraftwerk betrieben.
Nordwestlich der Berchtesgadener Alpen, bei Bad Reichenhall, öffnet sich das Tal zum Reichenhaller Becken zwischen Lattengebirge im Süden und Hochstaufen im Norden. Im Bereich der Kretabrücke vereinen sich der Ablaufkanal des Saalachkraftwerkes und das Flussbett wieder und der Fluss fließt durch die Nonner Au und Saalachau weiter in Richtung Nordosten.
Etwas weiter nördlich in Piding geht das Reichenhaller Becken in das Salzburg-Freilassinger Becken und das Alpenvorland über. Hier überquert die deutsche Bundesautobahn 8 die Saalach. Etwas flussabwärts davon bildet die Saalach entlang der deutschen B 20 erneut ein etwa 11 km langes Stück (bis zur Mündung) die deutsch-österreichischen Grenze, wobei sie nordostwärts durch Wals-Siezenheim nach Freilassing fließt. Die Saalach bildet auf den letzten 3 km zugleich die Grenze zwischen der Stadtgemeinde Salzburg am rechten Ufer und Freilassing (D) am linken. In diesem Bereich stellt die Überquerung der deutschen B 304 bzw. österreichischen B 155 (Münchener Straße) eine größere und zugleich die letzte Brücke über den Fluss dar. Als autobahn- und damit autobahnvignettenfreie Verbindung nach Österreich kommt ihr große Verkehrsbedeutung zu. Am Saalachspitz in Salzburg-Liefering mündet sie in die Salzach. Die Einmündung befindet sich direkt an der Staatsgrenze auf 408 m.

### Einzugsgebiet und Zuflüsse

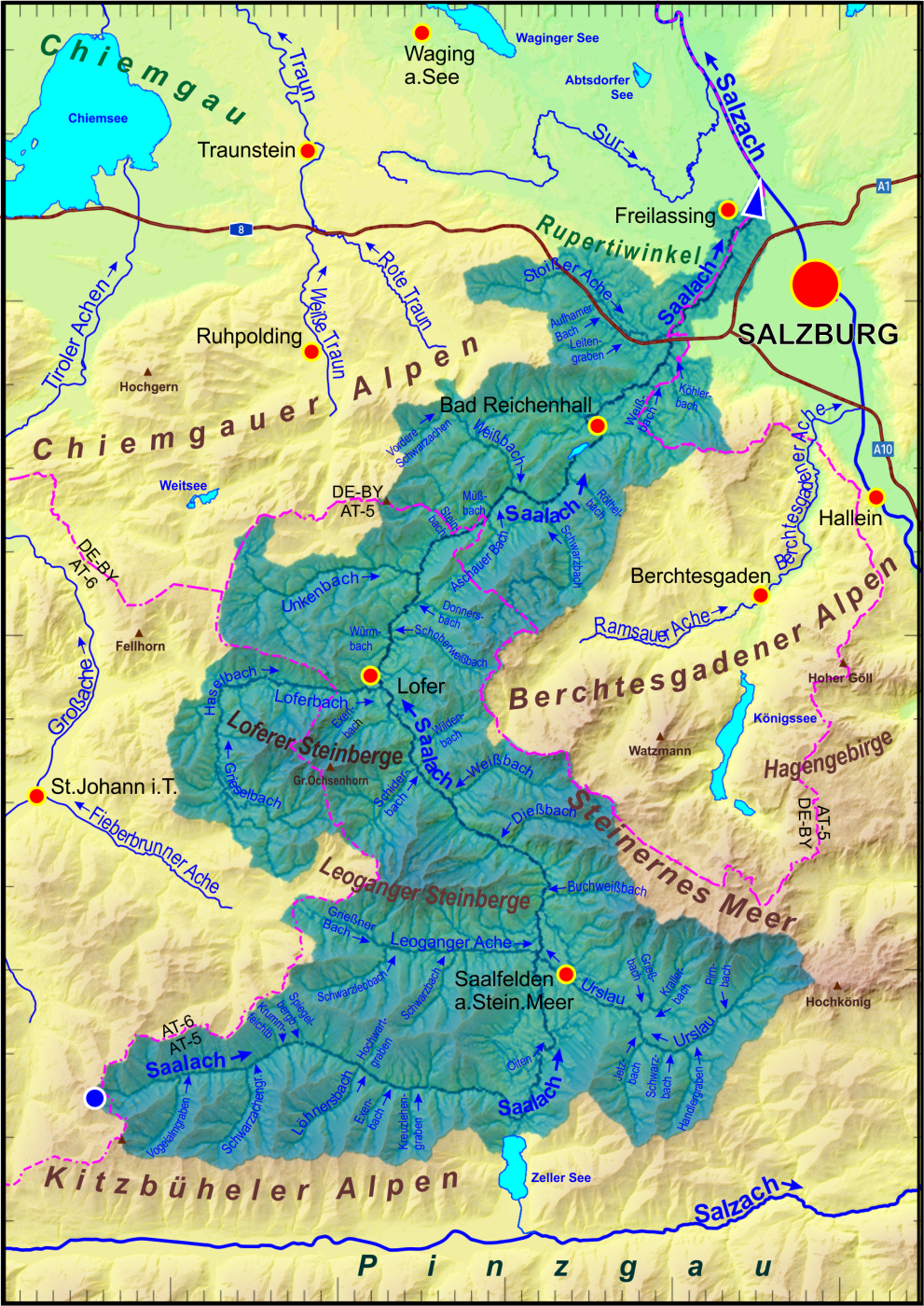
Einzugsgebiet der Saalach

Das Einzugsgebiet der Saalach ist 1161,4 km² groß und nimmt somit 17,3 Prozent des Gesamteinzugsgebiets der Salzach bzw. 4,4 Prozent des Gesamteinzugsgebiets des Inns ein.
Alle an das Einzugsgebiet der Saalach angrenzenden Gebiete gehören ebenfalls zum Einzugsgebiet des Inns, wobei die westlich angrenzenden Gebiete über die Alz entwässern.
Zu den Zuflüssen der Saalach gehören (l = linksseitig, r = rechtsseitig):
- Vogelalpgraben (r), bei Lengau (Gemeinde Saalbach-Hinterglemm)
- Schwarzache (r), bei Hinterglemm
- Löhnersbach (r), bei Hochwart (Gemeinde Saalbach-Hinterglemm)
- Harhamer Bach (l), bei der Stadt Saalfelden, Ortsteil Uttenhofen[7]
- Leoganger Ache (l), von Maria Alm bei Saalfelden-Uttenhofen[7]
- Urslaubach (r), von Maria Alm bei Saalfelden-Uttenhofen[7]
- Dießbach (r), mit dem Dießbachstausee (Mündung bei Diesbach, Wassereinleitung etwa 2 km flussaufwärts)
- Weißbach (r), bei Weißbach mit der Seisenbergklamm
- Loferbach (l), auch Strubache, Strubbach, Haselbach, Grieselbach, mit Strubtal und Pillerseetal vom Pillersee
- Innersbach (r), beim Kniepass mit Innersbachklamm in Reit bei Unken
- Unkenbach (l), vom Sonnberg, auf Höhe Schütterbad/Unken
- Steinbach (l), auf Höhe Melleck/Steinpaß, vom Sonntagshorn
- Müßbach (l), bei Ristfeucht, Gemeinde Schneizlreuth
- Weißbach (l), bei Schneizlreuth
- Schwarzbach (r), bei Unterjettenberg, von der Schwarzbachwacht
- Hosewasch (l), in der Nonner Au in Bad Reichenhall
  - Seebach (l), gemeinsam mit Hammerbach über die Hosewasch in der Nonner Au
- Grabenbach (r), in der Marzoller Au
  - Weißbach (r), durch den Grabenbach in der Marzoller Au
- Wasserbach (r) in der Marzoller Au
- Stoißer Ache (l), bei Piding

Am Unterlauf begleitet auf der österreichischen Seite der Mühlbach (Walser Bach), eine Ausleitung von Käferheim über Wals, Siezenheim, Kleßheim, und Rott, die Saalach; auf der linken (bayerischen) Seite der Hammerauer Mühlbach, eine Ausleitung ab dem Hammerauer Werkswehr, welcher verzweigt als Hammerbach in Ainring und als Freilassinger Mühlbach in Freilassing wieder in die Saalach mündet.

## Geschichte
Im Jahr 788 wurde der Fluss („iuxta fluvium Sala“) erstmals urkundlich erwähnt.
Für die Salzerzeugung in der Saline Bad Reichenhall spielte die Saalach über tausend Jahre eine wichtige Rolle. Aus den Wäldern im Einzugsgebiet der Saalach im heutigen Österreich, hauptsächlich dem Pinzgau und Tirol (Saalforste) bezog die Saline seit dem Mittelalter das Holz für die Befeuerung der Siedeöfen. Die Wasser der Saalach wurden dabei für die Holztrift des Materials aus den Saalforsten genutzt. Im Bereich des Luitpoldwehrs und der Luitpoldbrücke in der oberen Stadt von Bad Reichenhall wurde das Holz auf große Triftplätze im Bereich der heutigen Neuen Saline geleitet. Teile der ehemaligen Triftanlagen mit Ufermauern, Schleusen und dem großen Triftwehr an der Luitpoldbrücke sind heute noch erhalten und stehen unter Denkmalschutz. Die Straßennamen Fürschlachtweg, Im Hammergrund, Im Spitzgrund und Im Großen Grund erinnern noch heute an die Triftwege und Lagerplätze aus dieser Zeit. Die Trift wurde erst 1911 aufgegeben, als die Siedeöfen in der Saline mit Kohle befeuert wurden. Zu diesem Zeitpunkt wurde auch mit dem Bau der Staumauer bei Kibling für das Saalachkraftwerk begonnen.
Der kurz vor der Mündung über das Saalachwehr von Österreich nach Deutschland führende kleinere Weg wurde am 30. September 2015 von hunderten Flüchtlingen zu Fuß am Weg von Syrien und anderen Ländern nach Deutschland genutzt.